# Serie ATI Wonder
La serie ATI Wonder representa algunos de los primeros productos complementarios de tarjetas de video para computadoras personales IBM y compatibles presentados por ATI Technologies a mediados o finales de la década de 1980. Estas tarjetas eran únicas en ese momento, ya que ofrecían al usuario final una cantidad considerable de valor al combinar la compatibilidad con múltiples estándares gráficos (y monitores) en una sola tarjeta. La serie VGA Wonder agregó un valor adicional con la inclusión de un puerto bus mouse, que normalmente requería la instalación de un adaptador de Microsoft Mouse dedicado.
La serie VGA Wonder se fusionó más tarde con la serie de tarjetas ATI Mach en 1990. Las tarjetas ATI Graphics Ultra (VRAM) y ATI Graphics Vantage (DRAM) presentaban ASIC VGA Wonder independientes además de su procesador de gráficos compatible con Mach8 8514. Posteriormente, Graphics Ultra pasó a llamarse VGA Wonder GT. En 1992, su siguiente línea de productos, Mach32, integró el coprocesador y el núcleo VGA Wonder en un solo IC. En este punto, la línea VGA Wonder se canceló y se reemplazó con una versión de Mach32 basada en DRAM de costo reducido conocida como "ATI Graphics Wonder".

## Tarjetas MDA/CGA
Fecha de lanzamiento: 1986
ATI Graphics Solution Rev 3
- Chipset: ATI CW16800-A
- Admite: modo Hercules Graphics Card y modos de texto extendidos de 132x25/132x44 en monitores monocromáticos TTL
- Admite: todos los modos CGA en monitores monocromáticos CGA/EGA y TTL
- El cambio entre la compatibilidad CGA y Hercules se realiza a través de la utilidad suministrada (VSET. EXE) y no requiere reiniciar
- La salida de video compuesto está disponible en un conector interno de 3 pines (no admite colores, solo funciona en el modo de texto de 40x25 o en el modo de gráficos de 320x200)
- Puerto: bus PC/XT de 8 bits

ATI Color Emulation Card
- Al menos admitió la salida de gráficos CGA a un monitor monocromático TTL

ATI Graphics Solution plus (1987)
- Chipset: ATI CW16800-B
- Compatible con los modos de gráficos CGA, Plantronics Colorplus CGA y Hercules Graphics Card
- Compatible con MDA, CGA (y, por lo tanto, también con pantallas EGA), interruptor DIP seleccionable
- 64kb de DRAM
- Puerto: bus PC/XT de 8 bits

Graphics Solution Plus SP
- Chipset: ATI CW16800-B
- Agrega puertos seriales/paralelos

Graphics Solution SR
- Chipset: ATI CW16800-B
- Utiliza RAM estática

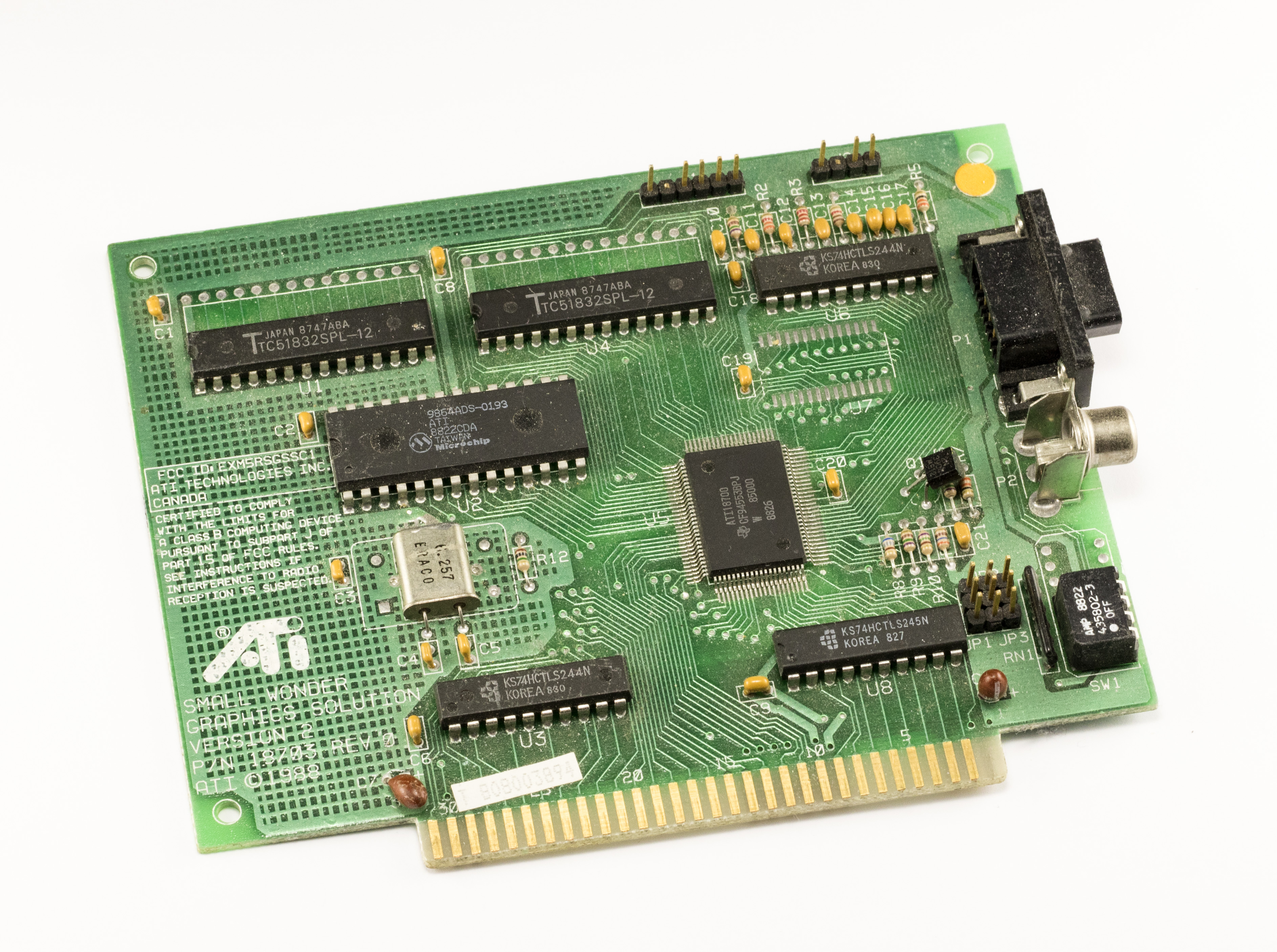
ATI Small Wonder Graphics Solution

ATI Small Wonder Graphics Solution (1988)
- Chipset: ATI 18700
- También conocido como solución de gráficos de un solo chip o simplemente GS-SC
- Versión de un solo chip de Graphics Solution plus
- 64kb de RAM estática
- Salida compuesta

Graphics Solution Single Chip o GS-SC con juego (1988)
- Incluye un puerto de juegos.
- Carece de conector de video compuesto externo

## Tarjetas EGA
Fecha de lanzamiento: 1987
ATI EGA Wonder (marzo de 1987)

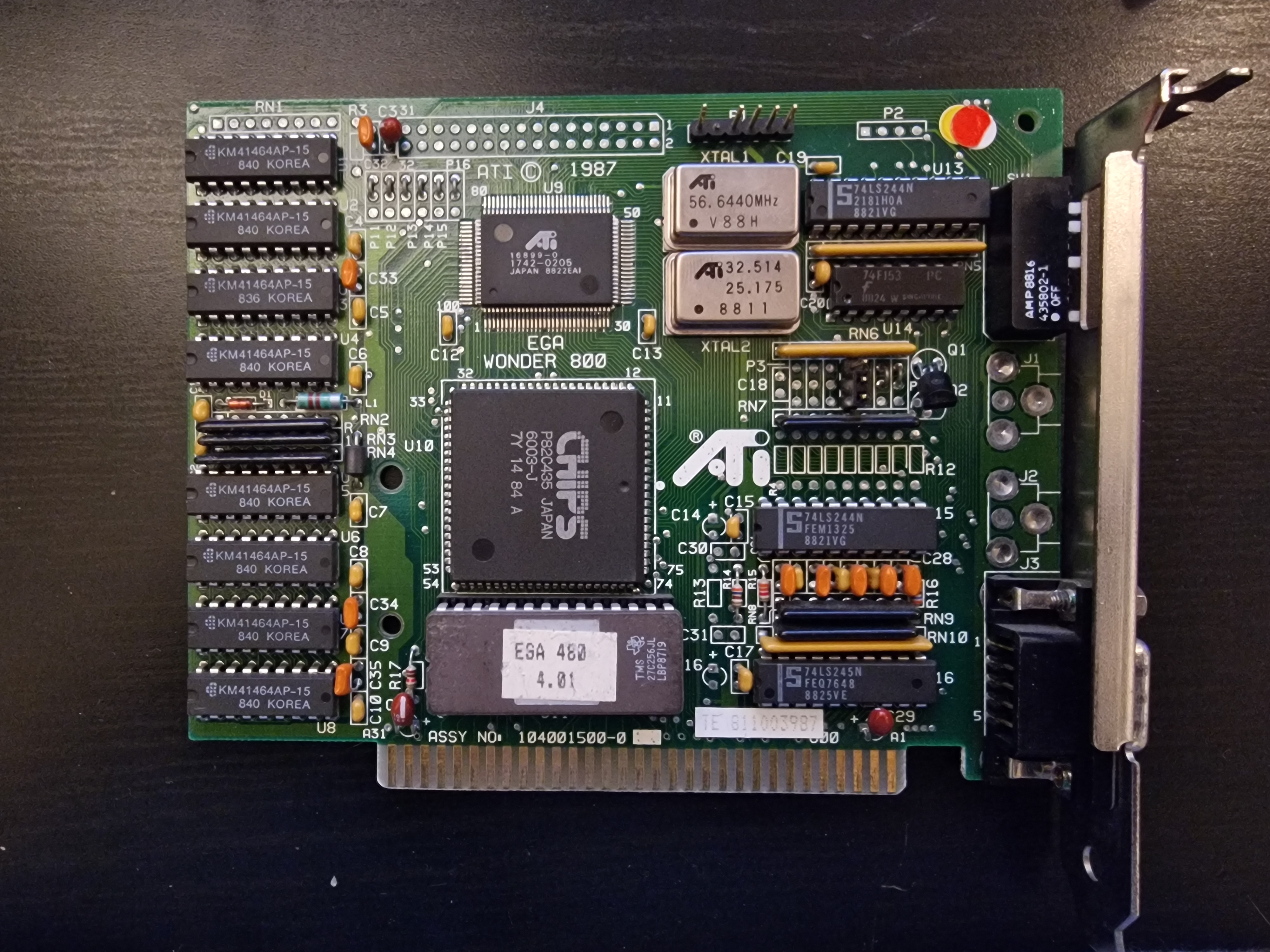
ATI EGA Wonder 480

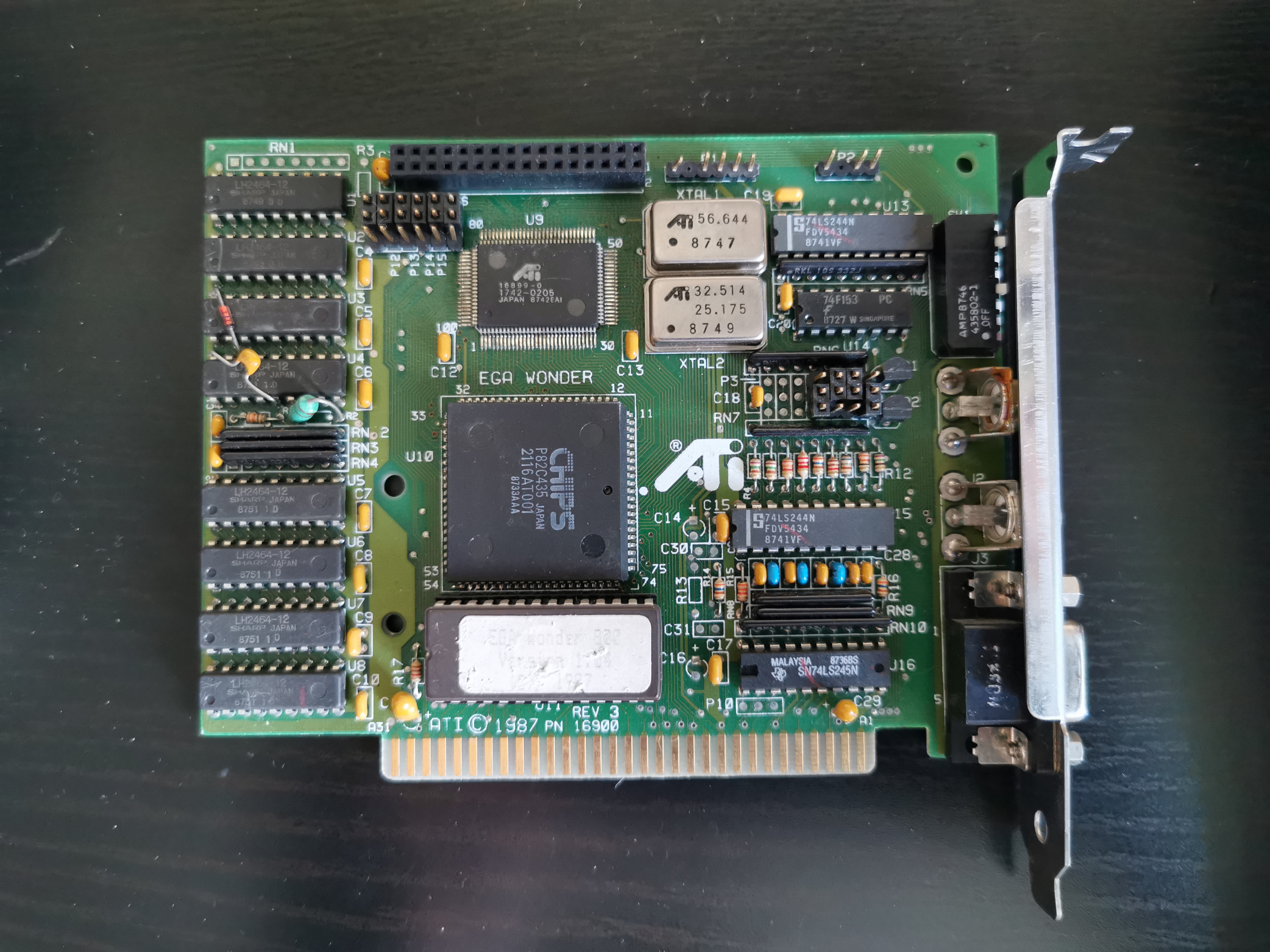
ATI EGA Wonder 800

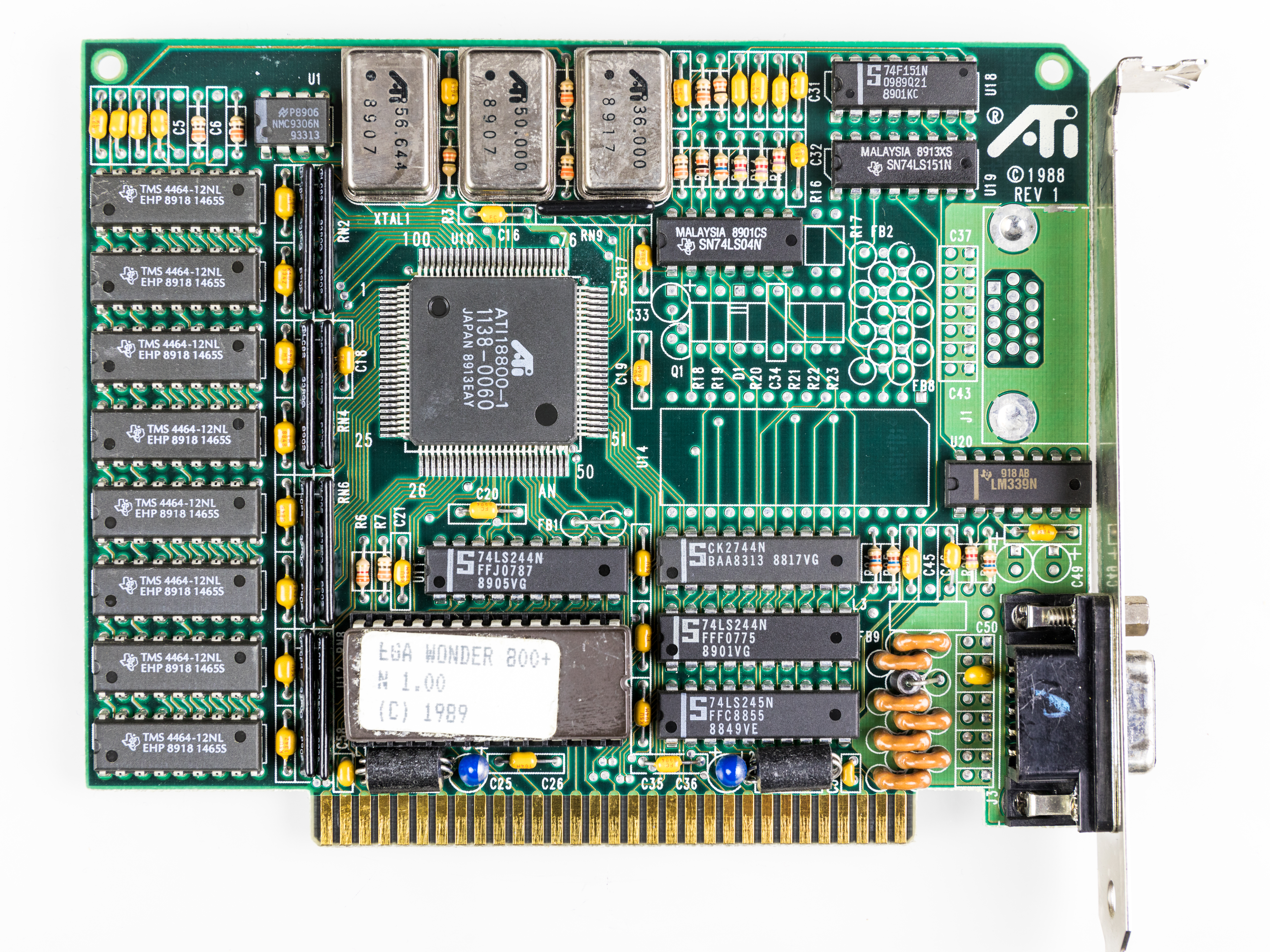
ATI EGA Wonder 800+

- Chipset: ATI16899-0 + CHIPS P86C435
- Admite los modos de gráficos CGA, Hercules mono y EGA
- Elimina la compatibilidad con el modo plantronics/modo Hercules de una sola página/salida compuesta
- Compatible con pantallas MDA, CGA y EGA (interruptor DIP seleccionable)
- Puerto de video compuesto interno para máquinas como IBM 5155 Portable
- DRAM de 256kb
- Puerto: bus PC/XT de 8 bits
- MSRP original: $ 399

ATI EGA Wonder 480
- EGA Wonder 800 de costo reducido, sin puentes, RCA y conector de características. BIOS diferente.

ATI EGA Wonder 800
- Se agregó soporte para modos de texto y gráficos EGA extendidos (requiere monitor multisync)
- Soporte agregado para modos VGA de 16 colores

ATI EGA Wonder 800+
- VGA Edge rebautizado sin el puerto VGA analógico
- Conjunto de chips: ATI 18800
- Puede detectar automáticamente el tipo de monitor conectado (los interruptores DIP ya no están presentes)

## Tarjetas VGA
Fecha de lanzamiento: 1987
ATI VIP o VGA Improved Performance (1987)
- Chipset: ATI 16899-0 y chips P82C441
- Admite gráficos CGA, Hercules mono, EGA y VGA con cambio de modo automático Softsense
- Compatible con pantallas MDA, CGA, EGA y VGA (interruptor DIP seleccionable)
- Conectores TTL de 9 pines y analógicos de 15 pines
- DRAM de 256kb
- Puerto: bus PC/XT de 8 bits
- MSRP original: $ 449 ($ 99 para el módulo de expansión de Compaq)

ATI VGA Wonder (1988)
- Chipset: ATI 18800
- Agrega soporte para modos de gráficos SVGA
- Agrega soporte para la detección automática del monitor (configuración sin interruptor)
- Utiliza EEPROM integrada para almacenar información de configuración
- DRAM de 256kb o 512kb
- Puerto: bus PC/XT de 8 bits

ATI VGA Edge 8
- VGA Wonder de costo reducido
- 256KB DRAM

ATI VGA Wonder-16 (1988)

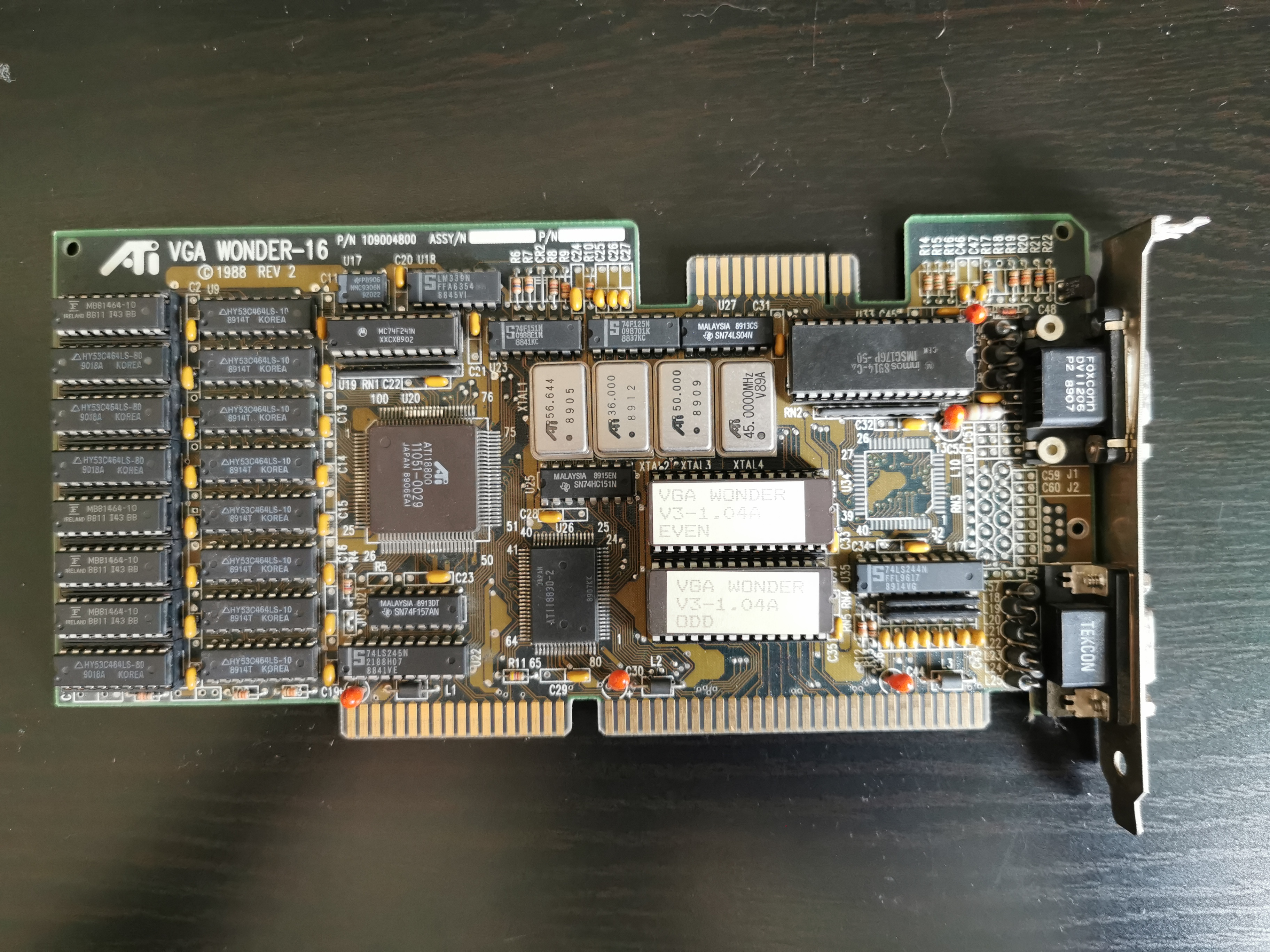
ATI VGA Wonder-16

- Mejoras en la velocidad gracias a un bus más ancho
- Conector de paso VGA
- Conector bus mouse
- 256KB o 512KB DRAM
- Puerto: bus PC/AT de 16 bits (ISA), compatible con 8 bits
- MSRP original: $499 o $699 respectivamente

ATI VGA Edge-16
- Precio reducido VGA Wonder 16
- Carece del conector bus mouse y de la salida digital TTL
- DRAM de 256 kb (no ampliable a 512 kb)

ATI VGA Wonder+ (1990)
- Chipset: ATI 28800-2, -4 o -5

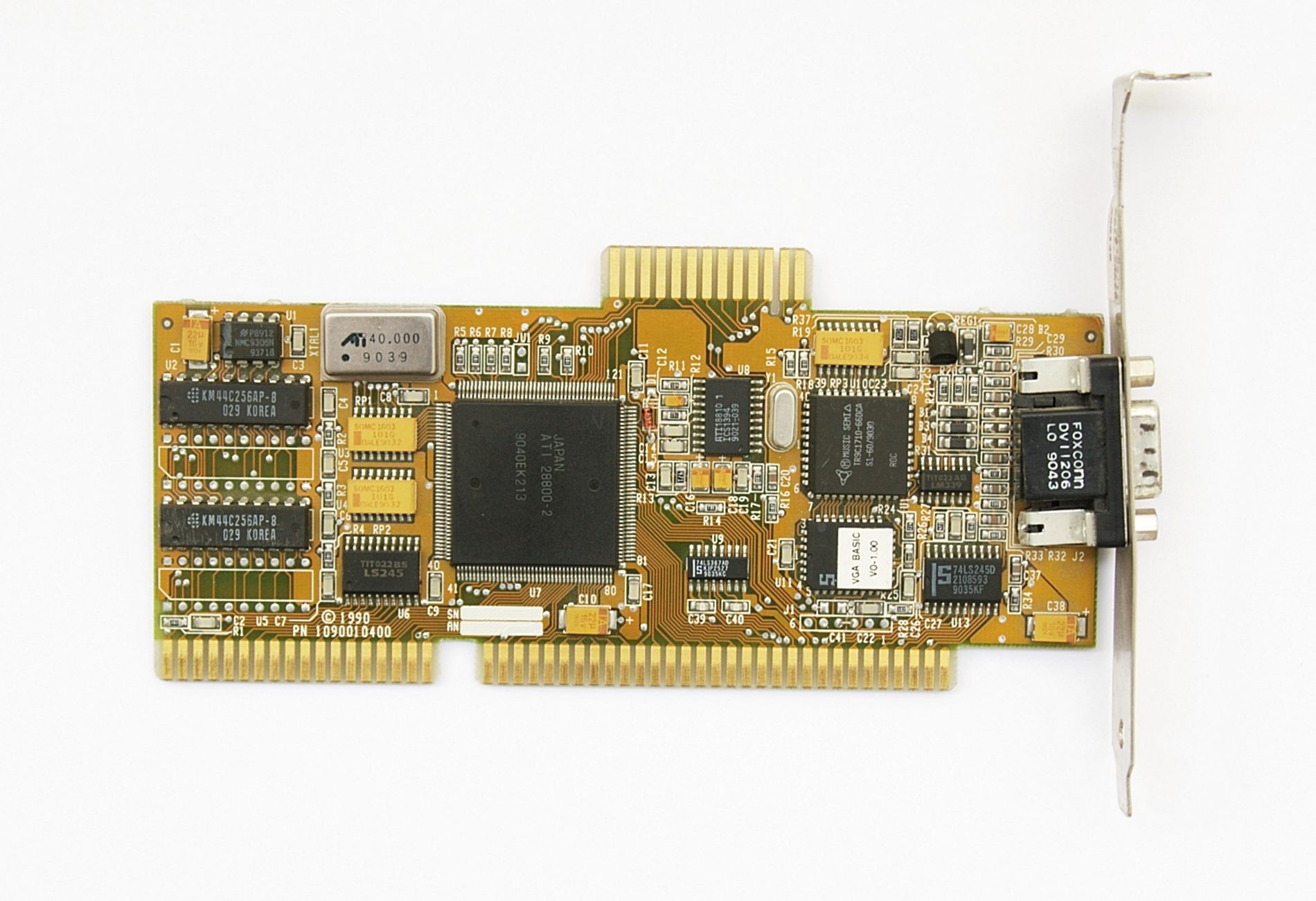
ATI VGA Wonder+

- Basado en un nuevo conjunto de chips que afirmaba ofrecer velocidades que rivalizaban con las tarjetas basadas en VRAM
- Acceso a memoria en modo de página dual
- Intercalado dinámico de CPU/CRT
- 256KB o 512KB DRAM

ATI VGA Integra (1990)
- Versión de costo reducido basada en el nuevo ATI 28800 ASIC
- Carece de conector de ratón de bus
- Utiliza una placa de circuito impreso mucho más pequeña con BIOS y RAMDAC de montaje en superficie
- Admite gráficos SVGA con frecuencias de actualización de 72 Hz
- 512KB DRAM

ATI VGA Basic-16 (1990)
- Diseño de PCB similar a VGA Integra pero usando RAMDAC más económico
- Solo admite los modos VGA básicos de 60 Hz del estándar IBM VGA de 1987
- DRAM de 256 KB (no actualizable)

ATI VGA Charger (1991)
- Similar a VGA Basic-16, pero se puede actualizar a 512 KB

ATI VGA Wonder XL (mayo de 1991)
- Sierra RAMDAC agrega soporte para color de 15 bits en 640x480@72 Hz, 800x600@60 Hz
- Admite una frecuencia de actualización vertical sin parpadeos de 72 Hz
- 256 KB, 512 KB o 1 MB de DRAM
- MSRP original: $229, $349, $399 respectivamente

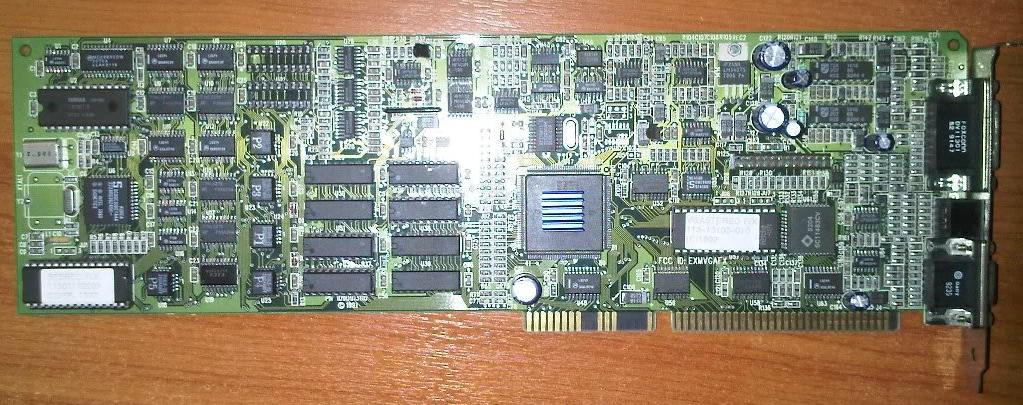
ATI VGA Stereo·F/X
- Chipset: ATI 28800
- Combina un VGA Wonder XL con un Sound Blaster 1.5
- Cuenta con sonido estéreo "falso"
- 512 KB o 1 MB de DRAM

ATI VGA Wonder XL24 (1992)
- Contiene un Brooktree Bt481KPJ85 RAMDAC que agrega soporte para modos de gráficos de color verdadero y alto
- 512 KB o 1 MB de DRAM

ATI VGA Wonder 1024
- Una serie de versiones OEM con costo reducido de varios modelos VGA Wonder
- Por lo general, carece del conector de mouse de bus y/o la salida TTL digital